# Mohave Indijanci
Mohave (Mojave) je pleme Yuman Indijanaca s obje obale rijeke Colorado, napose između Needlesa i Black Canyona u Arizoni i Kaliforniji. Mohave su 1680. imali oko 3.000 duša, dok ih danas (2000.) ima 500 u Arizoni i 3.300 u Kaliforniji.

## Ime
Ime Mohave, po Swantonu, došlo je od domorodačkog hamakhava što se odnosi na Needles u značenju three mountains. Isto značenje ima i Havasupai ime Wamakava. Prema samim Indijancima ime dolazi iz dvije riječi, aha, koja znači 'water', i macav, 'alongside'. Pleme se u povijesti, kažu sami Indijanci, nazivalo Pipa Aha Macav, odnosno – the people by the water. Font ove Indijance (1775.) naziva Soyopas;  Kod Pima i Papago Indijanaca nazivani su Naks'-at, i od Tulkepaya Wili idahapá.

## Povijest
Mohave možda prvi susreće Alarcón 1540., Ońate 1604. i 1775. – 1776. nalazi ih Garcés koji navodi njihova sela Pasion, San Pedro i Santa Isabel. Ugovora s vladom SAD-a nemaju, nego je aktom kongresa 1865. utemeljen rezervat Colorado River za njih i Chemehueve, s kojima oni za dvije godine (1867) dolaze u rat. Godine 1880. utemeljen je i rezervat Fort Mojave, na tromeđi država Arizona, Kalifornija i Nevada.

## Etnografija
Mohave su obitavali duž rijeke Colorado, koja je za njih bila središte svijeta. Agrikultura uz poznavanje irigacije, napose uzgoj graha, kukuruza i tikava učinila je od njih sjedilačko stanovništvo. Kišni plesovi (rain dances), vjerovali su, 'omogućavali' su i pomagali njihovim usjevima da ne propadnu i da žetva bude plodna i rodna. Mohave su se uz agrarne zanimali i ribarskim i traperskim poslovima, osobito na manje životinje uz obalu rijeke, kao što su zec, skunk (vrsta tvora) i dabar. Od ovih životinja dobivali su krzno koje je pokrivalo njihove minimalne prohtjeve za odijevanjem. Glavna odjeća Mohava bilo je tetovitanje, ' plavom kaktusovom tintom ' (=blue cactus ink), njime su se obilježavale i klasne razlike, i tetovaže su mogle imati različita značenja. Robove su razlikovali prema tetoviranjima po bradi. 
Dom Mohava je wickiup, jednostavne izrade, od uspravnih greda prekrivenih granjem. Funeralni običaji zahtijevali su kremiranje pokojnika zajedno s njegovim vlasništvom i drugim darovima, koje je dobio od ožalošćenih, da bi mu se našle pri ruci za vrijeme putovanja na drugi svijet.
Društvo
U 16. stoljeću, u vrijeme kada u njihovu zemlju dolaze Španjolci, Mohave su se sastojali od tri skupine, to su sjeverni Matha lyathum, što su živjeli od Black Canyona do Mohave Valleya; središnji su  Hutto-pah, naseljeni u središnjem dijelu Mohave Valleya; teritorij na jugu pripada grupi Kavi lyathum, što se prostire od Mohave Valleya do Needles Peaksa. Mohave su imali klanski sistem, što im ga je u 'First Time' dao Mastamho. Mastamho je jedan od dva sina najstarijeg duha zvanog Matavilya, brat mu se zvao Kaatar, a sestra (kćerka od Matavilye Frog; 'Žaba'). Mastamho je Mohavama dao 22 patrilinearna klana (danas su svedeni na 18), a djeca dobivaju ime po očevom klanu. Nasljedni poglavica, nazivan aha macav pina ta’ahon, zajedno s vođama tri regionalne grupe Mohave, predvodi narod, ali samo uz njihovu potporu. 
Vizije i snovi, tipični Indijancima, na Mohave su imali veliki utjecaj. Snovi, su’mach, gledani su kao izvor znanja. Uz njihovu pomoć snivač je u stanju vratiti se u vremena stvaranja, gdje će mu biti otkriveno porijeklo stvaranja svih stvari. Veliki snovi i vizije bit će ispričane plemenu kao Velike priče i Pjesme.

## Vanjske poveznice
- Mojave Indians  Arhivirana inačica izvorne stranice od 7. kolovoza 2006. (Wayback Machine)
- Grapevine Canyon Petroglyphs  Arhivirana inačica izvorne stranice od 18. srpnja 2006. (Wayback Machine)